# Референдум в Турции (2010)

«За»
«Против»

Референдум по итогам которого в конституцию Турции был внесён ряд изменений прошёл 12 сентября 2010 года. 58 процентов голосовавших поддержало введение поправок, 42 % высказались против. Курды бойкотировали референдум.
Изменения были направлены на приведение конституции Турции в соответствие со стандартами Европейского союза. Сторонники членства Турции в ЕС надеются, что конституционная реформа ускорит процесс принятия.
В частности, поправки ещё больше ограничивают влияние армии на политическую и общественную жизнь: роль военных трибуналов будет значительно уменьшена, а юридическая неприкосновенность организаторов военного переворота 1980 года будет отменена. Кроме того, количество членов Конституционного суда Турции увеличится от 11 до 17.
Согласно заявлениям властей, эти поправки положат конец ситуации, когда существовала возможность отменить демократический выбор граждан с помощью конституционного суда или армии.
По мнению некоторых экспертов, сам факт проведения референдума подобного характера можно считать конституционной революцией или конституционным переворотом. Фактически, итог референдума является началом демилитаризации конституции 1982 г. и по сути дела, меняет основу турецкой государственности, заложенной в 1920-е гг. Мустафой Кемалем Ататюрком. В отличие от республиканцев, прокурдская Партия мира и демократии (ПМД) призвала к бойкоту референдума.